# 惑星グロリエ
惑星グロリエは、テレビアニメ『超時空騎団サザンクロス』の舞台となる架空の惑星。とはいえ、実在の星座であるエリダヌス座（作品内では「エリダヌス星系」と呼称）に存在するものと設定されている。

## 詳細
21世紀末から22世紀初頭にかけて人類が初めて開拓に成功した惑星は、プロキシマ星系（Proxima system）の惑星「リベルテ」（ Liberté：フランス語で「自由」を意味する）であった。この惑星は衛星「シオン」（スイス・ヴァレー州の古都シオン（sion）から）を持つ。開発が一段落ついた時点で、人類は種としての生存の可能性を拡げるべく、次の殖民星開拓を目指した。
エリダヌス星系、恒星「イプシロン」（ Epsilon ）の周りを巡る惑星の一つが、古フランス語で「栄光」を意味する「グロリエ」（ Glorie ）である。
大きさは地球と比較してほぼ同程度、大気成分もおおむね大差はない。海と陸地の比率は4対6、しかしその陸地の約50％は、地球時間で18年弱（公転周期73年を4で割ると18.25年）も続く冬期には氷河に覆われる。
なお、物語の開始時点では冬の開始時期のため、陸地の約半分は前記のとおり既に氷河に閉ざされているため、淡水である河川や湖における水上交通、および海軍における水上軍備のうち、特に淡水における砲艦などの水上軍備は制限されており、水上艦艇よりは潜水艦の需要比率が大きい。

また、第1衛星「アルファ」( Alpha ＝ ギリシャ語で「最初の」の意味。ただし一部の資料では準備稿「ルナト」の記載の混乱がみられる)、第2衛星「アルス」（ Aluce ＝ラテン語で芸術の意味）と呼ばれる、2つの衛星（月）があることも特徴である。
更に特筆すべき項目として、その公転軌道がある。
惑星「グロリエ」は恒星イプシロンの周りを、地球時間単位で約73年で1周する（つまりグロリエの惑星周期1年は地球の73年）。そのため、季節の寒暖の差は地球に比べて大きく、厳しい自然環境である。美術監督である新井寅雄の言 によれば、北緯40度地点で、各季平均気温が、春で2度近辺、夏+40度、秋-5度、冬-40度にもなる厳しい気候であるという。
この惑星には独特な植物・動物の生態系が存在しているが、その1つに「プロト・ゾル」または「生命の花」(Flower of Life) とも呼ばれる、1本の枝に3つの花が咲く複数の対の茎を持つ、アサガオ科に似た蓮科植物の存在がある。
この惑星の先住民族（ゾル人）は、この花のバイオマス・エネルギーを利用して文明を発達させ、彼らの本来の母星である惑星「グロリエ」の公転周期の2回分（惑星周期2年）に当たる、約140年の長寿命や、花の成分の持つ感情の抑制作用を持いた、社会の統制を実現している。
また、過去において内紛による惑星全土の荒廃を体験しており、この同じ過ちを繰り返さないために感情を抑制する手段として、クローニング技術により1個人の社会的単位を各々「情報・判断・行動」の役割を成す3個体で構成し、抑制しあう体制をつくりあげた。
彼らは地球人が殖民をするよりもはるか以前、おおよそ約500年前に、厳しい惑星環境と内紛による環境の更なる悪化から、この惑星「グロリエ」を出て、近隣惑星「ファイ」（Phai / φ）に移住した。しかし、移住後の惑星「ファイ」（Phai / φ）のスペクトル分類の差異による恒星光の波長や、惑星環境の相違のため、「生命の花」の開花をもたらすことができず、この花の原種を定期的に入手して、バイオマス・エネルギーを活性化させる必要がある。
この一時帰還の周期が、丁度地球人の入殖時期と重なってしまったことから、この悲劇的ファーストコンタクトSFシリーズである『超時空騎団サザンクロス』の物語が生まれた。

## 現実の天文学情報

### エリダヌス座 (Eridani)
語源はギリシャ神話の架空の大河とその神の名から。オリオン座の1等星リゲルを出発点とし、最南端にはアケルナル（アラビア語で川の果て）という1等星があるため、肉眼でも比較的見つけやすい。
この作品の舞台となるのは、エリダヌス座ε星を主星とする恒星系。地球からの相対距離は約10.8光年。1960年、フランク・ドレイクが太陽と似た二つの星に電波望遠鏡を向け､地球外文明の発した電波信号を探した。この｢オズマ計画｣で目標とされたのが、くじら座τ星とこの星である。恒星質量は太陽の0.8倍で、2000年には本当に木星クラスの惑星が発見された。この 惑星b はその後の観測で、2006年には木星の1.5倍の質量と約7年の公転周期を持つことが確定した。

### プロキシマ星系 (Proxima)
ケンタウルス座α星は、α星A、α星B、α星C（プロキシマ・ケンタウリ）から成る三連星。太陽系からの距離は、それぞれ約4.32光年、約4.22光年と、現在最も太陽系に近い恒星系とされている。
α星Aは太陽と同じG2型なので、黄色く輝く馴染み深い外観をしており、適度なエネルギー放出量を維持できるため、水などをたたえた惑星系を持つ可能性もある。
プロキシマ・ケンタウリは、晩期の赤色矮星の分類にあり、さまざまな恒星のタイプの中でもっとも小さく暗い分類にあたる。先の連星よりずっと小さく、太陽に比べて質量・半径とも1/7、木星に比べると質量は150倍も重いが大きさは1.5倍にしかすぎない。惑星「リベルテ」（liberté）がこのいずれかの恒星グループに属するかは明らかにされていないが、科学的・天文学的には前者の恒星グループの方が生物の生存には適している。